# Pierre Fillon
Pour les articles homonymes, voir Fillon.
Pierre Fillon, né le 25 juillet 1958 au Mans (Sarthe), est un médecin ophtalmologiste et président depuis 2012 de l'Automobile Club de l'Ouest qui a la charge de l'organisation des 24 Heures du Mans.

## Biographie
Fils d'un notaire et de l'historienne Anne Fillon, il est le frère d'Arnaud (mort à 18 ans dans un accident), de Dominique, pianiste de jazz et de variété, et de l’ancien premier ministre, François Fillon. Il est marié à Jane Clarke, sœur de Penelope Fillon elle-même épouse de son frère François. Il est père de trois enfants.
Docteur en médecine (1988), ophtalmologue, Pierre Fillon est aussi un pilote automobile : après avoir fait ses classes au sein de plusieurs écoles de pilotage françaises (dont celle du Mans), il participe ponctuellement depuis 2009 aux Séries V de la Fédération française du sport automobile (FFSA). 
Passionné de sports mécaniques en général et d’automobiles en particulier depuis l’enfance, Pierre Fillon assiste en 1966 à ses premières 24 Heures du Mans. Depuis cette date, il n’a pas manqué une seule édition de l’épreuve. Il rejoint l'Automobile Club de l’Ouest en 1995 avant d’en être nommé administrateur en décembre 2003, membre du comité directeur en novembre 2006 et en devient président le 31 mai 2012.

## Distinctions
Le 1er janvier 2017, il est fait chevalier de la Légion d'honneur,.